# Mantidactylus brunae
Mantidactylus brunae é uma espécie de anfíbio da família Mantellidae.
É endémica de Madagáscar.
Os seus habitats naturais são: florestas subtropicais ou tropicais húmidas de baixa altitude, rios e áreas rochosas.
Está ameaçada por perda de habitat.